# Joinville-le-Pont
Joinville-le-Pont – miejscowość i gmina we Francji, w regionie Île-de-France, w departamencie Dolina Marny.
Według danych na rok 1990 gminę zamieszkiwało 16 657 osób, a gęstość zaludnienia wynosiła 7242 osób/km² (wśród 1287 gmin regionu Île-de-France Joinville-le-Pont plasuje się na 179. miejscu pod względem liczby ludności, natomiast pod względem powierzchni na miejscu 854.).
W okresie czerwiec 1859 - maj 1860 w miejscowości mieszkał polski poeta romantyczny i belwederczyk, Seweryn Goszczyński. Spotykał się tu z wieloma przedstawicielami Wielkiej Emigracji i towiańczykami, m.in. z Karolem Różyckim, Leonardem Rettlem, Michałem Szweycerem, Karoliną Towiańską, Ludwikiem Nabielakiem, Karolem Balińskim, Adolfem Rozwadowskim, Adamem Kołyszką, Władysławem Dzwonkowskim, Adamem Raciborskim.  

Położenie Joinville-le-Pont w ramach aglomeracji paryskiej

## Współpraca
- Bergisch Gladbach, Niemcy
- Runnymede, Wielka Brytania
- Batalha, Portugalia
- Joinville, Brazylia